# Ludwik II de Bourbon
Ludwik II de Bourbon, zwany le Bon, czyli "Dobry" (ur. w 1337, zm. w 1410 w Montluçon) – książę Burbonii, najstarszy syn Piotra, księcia Burbonii, i Izabeli de Valois. Księstwo odziedziczył jako nastolatek po tym, jak jego ojciec zginął w bitwie pod Poitiers, w 1356.
Ludwik II miał problemy psychiczne, cierpiał na załamania nerwowe, podobnie zresztą jak jego siostra Joanna de Bourbon - królowa Francji i matka późniejszego króla Karola VI Szalonego. Oboje odziedziczyli chorobę po swoim ojcu, ten zaś po ich dziadku - Ludwiku I, księciu Burbonii.
19 sierpnia 1371 poślubił Anne d'Auvergne (1358–1417), hrabinę Forez, córkę Berauda II, delfina Owernii. Para miała czworo dzieci:
- Katarzyna (1378),
- Jan I (1381–1434) - książę Burbonii
- Ludwik (1388–1404)
- Izabela (1384 – po 1451)

Ludwik II miał również kilkoro dzieci nieślubnych:
- Hector (1391–1414) - seniora Rochefort i Dampierre-en-Champagne
- Perceval (1402–1415)
- Pierre
- Jacques
- Jean - seniora Thury.